# Egbert Jans van Leeuwarden
Egbert Jans van Leeuwarden (* 1608 in Leeuwarden; † Februar 1674 in Utrecht) war ein niederländischer Uhrmacher in Utrecht.

## Leben und uhrmacherische Leistung
Van Leeuwarden war zunächst verheiratet mit Grietje Vlug, mit der er in Amsterdam lebte und mindestens vier Kinder hatte. Am 18. September 1667 heiratet er seine zweite Frau Maria Helmont in der Domkirche zu Utrecht. Mit ihr hat er einen weiteren Sohn, Jan van Leeuwarden, der ebenfalls Uhrmacher wurde.
Ab 1630 war van Leeuwarden zunächst in Amsterdam tätig, ab 1652 arbeitete er dann als selbstständiger Uhrmachermeister in Utrecht. Ab 1661 nahm er Simon Lachez in die Lehre, dessen Lehrvertrag 1665 verlängert wurde, um ihm die Herstellung eines Pendeluhrwerks beizubringen. Simon Lachez wiederum wurde später Lehrmeister von Jan van Leeuwarden.
Das Pendeluhrwerk wurde 1656 durch Christiaan Huygens erfunden und vermutlich erst 1658 durch Salomon Coster nach Utrecht gebracht, als dieser im Domtoren ein Pendeluhrwerk errichtete. Van Leeuwarden gehört damit zur ersten Generation von Uhrmachern, die das Prinzip der Pendeluhr aufgriffen, verbreiteten und an spätere Generationen weitergaben.
Van Leewarden starb im Februar 1674 und wurde in der Buurkerk in Utrecht beigesetzt.

## Erhaltene Uhren
Aus seiner Utrechter Periode sind mindestens zwei Uhren erhalten geblieben, eine rechteckige Tischuhr und ein rechteckiger Tischwecker.

## Lehrlinge
- Simon Lachez (1648–1723), Utrecht